# Hypaepa transversalis
Hypaepa transversalis är en insektsart som beskrevs av Victor Antoine Signoret 1863. Hypaepa transversalis ingår i släktet Hypaepa och familjen lyktstritar. Inga underarter finns listade i Catalogue of Life.